# Chrysosplenium pseudopilosum
Chrysosplenium pseudopilosum là một loài thực vật có hoa trong họ Saxifragaceae. Loài này được Wakab. & Hid.Takah. miêu tả khoa học đầu tiên năm 1999.